# For Those About to Rock We Salute You
| 평가 점수                        | 평가 점수 |
| 출처                             | 점수      |
| -------------------------------- | --------- |
| AllMusic                         | [ 1 ]     |
| Blender                          | [ 2 ]     |
| Christgau's Record Guide         | C         |
| Collector's Guide to Heavy Metal | 8/10      |
| Rolling Stone                    | [ 5 ]     |

《For Those About to Rock We Salute You》(커버에 《For Those About to Rock》이라고 표기됨)는 1981년 11월 23일에 발매된 오스트레일리아의 하드 록 밴드 AC/DC의 여덟 번째 스튜디오 음반이다. 이 음반은 이 밴드의 일곱 번째 국제적으로 발매된 스튜디오 음반이었고 오스트레일리아에서 발매된 여덟 번째 음반이었다.
1981년에 발매된 이 음반은 그들의 매우 성공적인 음반 《Back in Black》의 후속 음반이다. 《For Those About to Rock》은 미국에서 4백만 장 이상이 팔렸다. 2008년 10월, 《Black Ice》 발매 전까지 AC/DC의 첫 음반이자 미국 내 유일한 1위 음반이 될 것이다. 1981년 그들의 오리지널 리뷰에서 《롤링 스톤》은 이 음반이 최고의 음반이라고 선언했다. 오스트레일리아에서 이 음반은 켄트 뮤직 리포트 음반 차트에서 3위로 정점을 찍었다.
프랑스 파리에서 녹음된 이 음반은 로버트 존 "머트" 랭이 밴드를 위해 프로듀싱한 세 번째이자 마지막 음반이다. 이 음반은 AC/DC 리마스터즈 시리즈의 일부로 2003년에 다시 발매되었다.

## 배경
1981년 여름까지 AC/DC의 여섯 번째 국제 발매물인 《Back in Black》은 하나의 현상에 지나지 않았다. 그것은 지금까지 이 밴드의 가장 큰 음반으로 플래티넘을 여러 번 썼는데, 이 음반에는 고인이 된 본 스콧을 대신한 새로운 보컬리스트 브라이언 존슨이 참여했기 때문에 더욱 놀라운 위업이었다. 실제로, 《Back in Black》은 너무나 대박이었기 때문에 미국의 애틀랜틱 레코드는 마침내 1976년 밴드의 음반 《Dirty Deeds Done Dirt Cheap》를 발매했는데, 이 음반은 제작이 수준 이하라고 느껴 처음에 LP가 거절한 것이었다. 또한, 레드 버스 레코드는 존슨의 오래된 밴드인 조르디가 브라이언 존슨 앤 조르디라는 이름으로 녹음한 음반을 발매하여 이 그룹의 엄청난 성공을 거두었다. 1980년 12월, 스콧 시절의 《Highway to Hell》 투어의 콘서트 장면과 밴드와의 인터뷰를 담은 영화 《Let There Be Rock》이 프랑스에서 개봉되어 큰 성공을 거두었고, 2006년 머레이 엥겔하트 책 《AC/DC: Maximum Rock & Roll》에 따르면, 이 영화는 파리에서 100만 달러의 티켓 판매를 한 반면, 30만 명의 관객이 팔렸다고 한다. 전국적으로, 이 영화는 약 10만 달러의 제작비가 든 음악 영화에 대한 거의 전례가 없는 반응을 보였다. 엥겔하트는 또한 롤링 스톤스가 1981년 북미 투어에서 적어도 한 번은 경기장을 개장할 수 있도록 100만 달러를 제공했지만, 이 밴드는 《For Those About to Rock We Salute You》로 판명될 것을 마무리하는 데 집중했기 때문에 거절했다고 말한다.

## 발매 및 라이브 퍼포먼스
《For Those About to Rock》은 그룹이 홍보 동영상을 촬영하지 않은 유일한 AC/DC 스튜디오 음반이다. 1981년 12월 20일과 21일, 메릴랜드주의 메릴랜드 쇼에서 촬영된 음반의 첫 3곡(다른 AC/DC 음반의 다른 트랙뿐만 아니라)의 라이브 공연은 홍보 자료로 사용되었고 오늘날 일부뿐만 아니라 이 기간 동안 많은 음악 채널에서 볼 수 있었다. 〈Back in Black〉과 〈T.N.T〉의 라이브 버전이 〈Let's Get It Up〉의 B-사이드로 공개되었고, 〈Let There Be Rock〉의 라이브 버전이 〈For Those About To Rock〉의 B-사이드로 공개되었다. 이전의 세 가지 B-사이드만 발매된 것은 모두 2009년 말 및 2012년 11월 19일에 아이튠즈에서 설정된 AC/DC의 《Backtracks》 박스의 일부로 발행되었다. AC/DC 공식 웹사이트에 따르면, 두 번째 트랙은 〈Put the Finger on You〉이고, 음반의 일부 버전에서는 〈I Put the Finger on You〉로 제목이 표시된다. 스페인에서는 음반의 초기 복사본에 색상이 반전된 소매, 즉 검은색 바탕에 금색 대포가 있었다. 이 음반이 발매된 후, 이 밴드는 1981년 말에서 1982년 초까지 북미의 첫 번째 아레나 투어에 착수했다. 타이틀곡은 음반에 수록된 노래에 맞춰 울리도록 세팅된 대형 대포들이 무대 위에 배치됐다. 투어 기간 동안 집 앞 소리에는 10만 와트의 전력이 사용됐다. 대포는 스피커 배열 위로 날아갔다. 타이틀곡의 인기는 그 이후 거의 모든 라이브 콘서트 AC/DC에서 앙코르곡으로 공연되고 항상 무대에서 대포 사격을 동반하는 정도였다. 이후 관광은 소품으로 쓰이는 큰 대포로 국경을 넘나들며 세관원들과 함께 "흥미로운" 상황을 만들어야 했다.
이 음반은 1987년 베리 디아멘트가 오리지널 마스터 테이프에서 마스터한 CD 포맷으로 다시 발매되었다. 1994년, 1987년 발매된 것보다 훨씬 더 압축된 오리지널 마스터 테이프에서 디지털로 리마스터된 후 재발매되었다.

## 곡 목록
모든 곡들은 앵거스 영과 맬컴 영 그리고 브라이언 존슨이 작사/작곡하였다.
| #  | 제목                                        | 재생 시간 |
| -- | ------------------------------------------- | --------- |
| 1. | 〈For Those About to Rock (We Salute You)〉 | 5:43      |
| 2. | 〈Put the Finger on You〉                   | 3:25      |
| 3. | 〈Let's Get It Up〉                         | 3:53      |
| 4. | 〈Inject the Venom〉                        | 3:31      |
| 5. | 〈Snowballed〉                              | 3:23      |

| #   | 제목                         | 재생 시간 |
| --- | ---------------------------- | --------- |
| 6.  | 〈Evil Walks〉               | 4:23      |
| 7.  | 〈C.O.D.〉                   | 3:19      |
| 8.  | 〈Breaking the Rules〉       | 4:23      |
| 9.  | 〈Night of the Long Knives〉 | 3:25      |
| 10. | 〈Spellbound〉               | 4:28      |

## 인증
| 국가                                                                                         | 인증        | 판매량/출하량 |
| -------------------------------------------------------------------------------------------- | ----------- | ------------- |
| 오스트레일리아 (ARIA)                                                                        | 5× 플래티넘 | 350,000^      |
| 오스트리아 (IFPI 오스트리아)                                                                 | 골드        | 25,000*       |
| 덴마크 (IFPI Danmark)                                                                        | 골드        | 50,000^       |
| 프랑스 (SNEP)                                                                                | 플래티넘    | 529,600       |
| 독일 (BVMI)                                                                                  | 플래티넘    | 500,000^      |
| 이탈리아 (FIMI) sales since 2009                                                             | 골드        | 25,000        |
| 스페인 (PROMUSICAE)                                                                          | 골드        | 50,000^       |
| 스위스 (IFPI 스위스)                                                                         | 플래티넘    | 50,000^       |
| 영국 (BPI)                                                                                   | 골드        | 100,000^      |
| 미국 (RIAA)                                                                                  | 4× 플래티넘 | 4,000,000^    |
| *판매량을 기반으로 한 인증 · ^출하량을 기반으로 한 인증 · 판매량+스트리밍을 기반으로 한 인증 |             |               |